# سانت‌آنتونیو آباته
سانت‌آنتونیو آباته (به ایتالیایی: Sant'Antonio Abate) یک کومونه در ایتالیا است که در استان ناپل واقع شده‌است. سانت‌آنتونیو آباته ۷٫۹ کیلومتر مربع مساحت و ۱۹٬۷۵۳ نفر جمعیت دارد و ۲۰ متر بالاتر از سطح دریا واقع شده‌است.